# خالد الهيل
خالد الهيل هوَ رجل أعمال ومُعارض قطري يعيشُ في المنفى في لندن وهوَ مؤسّس ورئيس الحزب الوطني الديمقراطي القطري (QNDP) الذي يُدافع عن الملكية الدستورية في قطر. نتيجةً لنشاطه السياسي؛ سُجن الهيل في الدوحة كما تعرّض للتعذيبِ خلال فترة قضائهِ لمحكوميّته.
انتقل الهيل إلى لندن في شباط/فبراير من عام 2015، وصارَ يُشار إليهِ في التقارير الصحفية كقائد المُعارضة القطرية. يقول خالد الهيل إنه من أقرباء الشيخة موزا المسند من الأم.

## النشاط السياسي
بدأَ الهيل نشاطهُ في المجال السياسي ما قبلَ سنة 2010 واشتهرَ حينما ساعدَ في تشكيل حركة إنقاذ الشباب القطرية. بعدَ أربع سنوات من تشكيلها؛ قالَ الهيل في تصريحٍ صحفيّ له أنّ عدد أعضاء الحركة قد فاق الـ 30,000 عضو. في نفسِ العام؛ أبلغَ الهيل عن وجود أكثر من 9000 وثيقة تُثبت فساد العائلة المالكة القطرية فيمَا أصدرَ يوسف القرضاوي زعيم جماعة الإخوان المسلمين فتوى ضدّه. تطوّرت الأمور فيما بعد وزادَ الهيل من حركتهِ على المستوى السياسي فأصدرَ والده بيانًا تبرّأ فيهِ مما يقومُ به ابنه لكنّ خالد قالّ إنّه يعتقد أن والده تعرض لضغوطٍ من الحكومة.
نظم الهيل وموّلَ مؤتمر قطر العالمي للأمن والاستقرار الذي عُقد في لندن في 14 سبتمبر 2017 والذي حضرهُ خبراء السياسة الخارجية من الولايات المتحدة والمملكة المتحدة والخليج وناقشوا فيهِ دعمَ قطر للإرهاب وانتهاكات حقوق الإنسان وعلاقتها المتوترة مع جيرانها الخليجيين. كانَ من بين المتحدثين عددٌ من الشخصيات بمن فيهم بادي أشداون والسفير بيل ريتشاردسون، لاين دونكان سميث وعضو البرلمان دانييل كاوتشينسكي والجنرال تشاك والد إضافةً إلى العميد شلومو بروم.